# Elecciones municipales de 2021 en la Región de Coquimbo
Las elecciones municipales de 2021 en la región de Coquimbo se realizaran los días 15 y 16 de mayo de 2021. El listado de candidatos a alcalde y concejales por comuna fue publicado el 23 de enero por el Servel.

## Provincia de Choapa

### Canela

#### Alcalde
| Alcalde actual         | Bernardo Leyton Lemus (PC)    | Bernardo Leyton Lemus (PC) | Bernardo Leyton Lemus (PC) | Bernardo Leyton Lemus (PC) | Bernardo Leyton Lemus (PC) |
| Candidato              | Pacto                         | Partido                    | Votos                      | %                          | Resultado                  |
| ---------------------- | ----------------------------- | -------------------------- | -------------------------- | -------------------------- | -------------------------- |
| Bernardo Leyton Lemus  | Chile Digno, Verde y Soberano | PC                         | 2736                       | 51,76                      | Alcalde                    |
| Rubén Cortés Campusano | Unidos por la Dignidad        | Ind.                       | 2374                       | 44,91                      |                            |
| Marcial Salas Cortés   | Chile Vamos                   | RN                         | 176                        | 3,33                       |                            |

#### Concejales
| Candidato               | Pacto                                          | Partido | Votos | %     | Resultado |
| ----------------------- | ---------------------------------------------- | ------- | ----- | ----- | --------- |
| Norman Araya Araya      | Unidad por el Apruebo PS, PPD e Independientes | Ind-PPD | 925   | 18,24 | Concejal  |
| Waldo Contreras Cortés  | Unidad por el Apruebo PS, PPD e Independientes | PPD     | 491   | 9,68  | Concejal  |
| Manuel Navarro Vega     | Chile Digno, Verde y Soberano                  | PC      | 427   | 8,42  | Concejal  |
| Homero Cortés Campusano | Chile Digno, Verde y Soberano                  | PC      | 414   | 8,17  | Concejal  |
| Evelyn Pereira Lanas    | Unidos por la Dignidad                         | Ind.    | 347   | 6,84  | Concejal  |
| Misael Rivera Cortés    | Unidad por el Apruebo PS, PPD e Independientes | PPD     | 118   | 2,33  | Concejal  |

### Illapel

#### Alcalde
| Alcalde actual              | Denis Cortés Vargas (Ind.) | Denis Cortés Vargas (Ind.) | Denis Cortés Vargas (Ind.) | Denis Cortés Vargas (Ind.) | Denis Cortés Vargas (Ind.) |
| Candidato                   | Pacto                      | Partido                    | Votos                      | %                          | Resultado                  |
| --------------------------- | -------------------------- | -------------------------- | -------------------------- | -------------------------- | -------------------------- |
| Denis Cortés Aguilera       | Unidos por la Dignidad     | PDC                        | 5247                       | 40,33                      | Electo                     |
| Luis Lemus Aracena          | Independiente              | Ind.                       | 5011                       | 38,51                      |                            |
| Ricardo Castillo Castillo   | Independiente              | Ind.                       | 1656                       | 12,73                      |                            |
| Ernestina Sarmiento Rivera  | Chile Vamos                | Ind.                       | 586                        | 4,50                       |                            |
| Patricio Astudillo Valencia | Frente Amplio              | CS                         | 511                        | 3,93                       |                            |

#### Concejales
| Candidato                  | Pacto                                          | Partido | Votos | %     | Resultado |
| -------------------------- | ---------------------------------------------- | ------- | ----- | ----- | --------- |
| José Núñez Núñez           | Frente Amplio                                  | CS      | 1316  | 10,42 | Concejal  |
| Fabián Olivares Hidalgo    | Unidos por la Dignidad                         | PDC     | 1268  | 10,04 | Concejal  |
| Hermosina Mánquez Olivares | Unidos por la Dignidad                         | PDC     | 1079  | 8,54  | Concejal  |
| Janet Araya Rocco          | Chile Digno, Verde y Soberano                  | FRSV    | 1010  | 8,00  | Concejal  |
| María Díaz Vega            | Unidad por el Apruebo PS, PPD e Independientes | PPD     | 642   | 5,08  | Concejal  |
| Eduardo Cortés Mánquez     | Unidos por la Dignidad                         | Ind.    | 403   | 3,19  | Concejal  |

### Los Vilos

#### Alcalde
| Alcalde actual              | Manuel Marcarián Julio (PC)   | Manuel Marcarián Julio (PC) | Manuel Marcarián Julio (PC) | Manuel Marcarián Julio (PC) | Manuel Marcarián Julio (PC) |
| Candidato                   | Pacto                         | Partido                     | Votos                       | %                           | Resultado                   |
| --------------------------- | ----------------------------- | --------------------------- | --------------------------- | --------------------------- | --------------------------- |
| Christian Gross Hidalgo     | Independiente                 | Ind.                        | 1899                        | 23,98                       | Electo                      |
| Patricio Arauco Reyes       | Frente Amplio                 | CS                          | 1393                        | 17,59                       |                             |
| Manuel Marcarián Julio      | Chile Digno, Verde y Soberano | PC                          | 1330                        | 16,80                       |                             |
| Macarena Navea Espinoza     | Chile Vamos                   | RN                          | 1035                        | 13,07                       |                             |
| Juan Hisi Espinoza          | Independiente                 | Ind.                        | 851                         | 10,75                       |                             |
| Óscar Pereira Peralta       | Independiente                 | Ind.                        | 790                         | 9,98                        |                             |
| Jocelyn Tordecilla Jorquera | Independiente                 | Ind.                        | 620                         | 7,83                        |                             |

#### Concejales
| Candidato                  | Pacto                                          | Partido | Votos | %    | Resultado |
| -------------------------- | ---------------------------------------------- | ------- | ----- | ---- | --------- |
| Matthias Eyzaguirre Méndez | Unidad por el Apruebo PS, PPD e Independientes | Ind-PS  | 581   | 7,57 | Concejal  |
| Carlos Figueroa Valdés     | Chile Digno, Verde y Soberano                  | PC      | 524   | 6,83 | Concejal  |
| Margarita González Ávalos  | Frente Amplio                                  | CS      | 512   | 6,67 | Concejal  |
| Fabián Carvajal Veneciano  | Chile Vamos Renovación Nacional-Independientes | RN      | 506   | 6,60 | Concejal  |
| Rodolfo Bucherenick Zúñiga | Radicales e Independientes                     | Ind-PR  | 398   | 5,19 | Concejal  |
| Karen Cisternas Legua      | Unidad por el Apruebo PS, PPD e Independientes | Ind-PS  | 305   | 3,98 | Concejal  |

### Salamanca

#### Alcalde
| Alcalde actual            | Fernando Gallardo Pereira (Ind.) | Fernando Gallardo Pereira (Ind.) | Fernando Gallardo Pereira (Ind.) | Fernando Gallardo Pereira (Ind.) | Fernando Gallardo Pereira (Ind.) |
| Candidato                 | Pacto                            | Partido                          | Votos                            | %                                | Resultado                        |
| ------------------------- | -------------------------------- | -------------------------------- | -------------------------------- | -------------------------------- | -------------------------------- |
| Gerardo Rojas Escudero    | Independiente                    | Ind.                             | 3170                             | 31,26                            | Electo                           |
| Ángel González Aguilera   | Independiente                    | Ind.                             | 1746                             | 17,22                            |                                  |
| Luis Alegre Alcota        | Chile Digno, Verde y Soberano    | PC                               | 1296                             | 12,78                            |                                  |
| Yerko Ávalos Villarroel   | Independiente                    | Ind.                             | 1236                             | 12,19                            |                                  |
| Fernando Gallardo Pereira | Independiente                    | Ind.                             | 1208                             | 11,91                            |                                  |
| Marcela Díaz Palacio      | Independiente                    | Ind.                             | 525                              | 5,18                             |                                  |
| Mario Chávez Ramírez      | Independiente                    | Ind.                             | 473                              | 4,66                             |                                  |
| Johnny Vinet Sias         | Independiente                    | Ind.                             | 330                              | 3,25                             |                                  |
| Alejandro Tello Arata     | Independiente                    | Ind.                             | 158                              | 1,56                             |                                  |

#### Concejales
| Candidato              | Pacto                                          | Partido | Votos | %    | Resultado |
| ---------------------- | ---------------------------------------------- | ------- | ----- | ---- | --------- |
| Omar Alamos Calderón   | Chile Vamos Renovación Nacional-Independientes | RN      | 778   | 7,98 | Concejal  |
| Manuel Cuevas Saavedra | Unidad por el Apruebo PS, PPD e Independientes | PPD     | 733   | 7,52 | Concejal  |
| Carlos Cepeda Ramírez  | Unidad por el Apruebo PS, PPD e Independientes | Ind-PS  | 681   | 6,98 | Concejal  |
| Ismael Maldonado Pérez | Unidos por la Dignidad                         | Ind.    | 592   | 6,07 | Concejal  |
| Milena Báez Lara       | Chile Digno, Verde y Soberano                  | PC      | 442   | 4,53 | Concejal  |
| Jorge Barraza Cortés   | Frente Amplio                                  | RD      | 355   | 3,64 | Concejal  |

## Provincia de Elqui

### Andacollo

#### Alcalde
| Alcalde actual          | Juan Carlos Alfaro Aravena (PS) | Juan Carlos Alfaro Aravena (PS) | Juan Carlos Alfaro Aravena (PS) | Juan Carlos Alfaro Aravena (PS) | Juan Carlos Alfaro Aravena (PS) |
| Candidato               | Pacto                           | Partido                         | Votos                           | %                               | Resultado                       |
| ----------------------- | ------------------------------- | ------------------------------- | ------------------------------- | ------------------------------- | ------------------------------- |
| Gerald Cerda Pizarro    | Independiente                   | Ind.                            | 2678                            | 44,67                           | Electo                          |
| Wilson Núñez Zepeda     | Unidad por el Apruebo           | PS                              | 1897                            | 31,64                           |                                 |
| Ángela Guerra Araya     | Chile Vamos                     | Ind.                            | 907                             | 15,13                           |                                 |
| Cristián Escalante Vega | Independiente                   | Ind.                            | 294                             | 4,90                            |                                 |
| Eduardo Duarte Yáñez    | Dignidad Ahora!                 | PI                              | 219                             | 3,65                            |                                 |

#### Concejales
| Candidato                 | Pacto                                          | Partido | Votos | %     | Resultado |
| ------------------------- | ---------------------------------------------- | ------- | ----- | ----- | --------- |
| Joaquín Rojas Zepeda      | Chile Vamos Renovación Nacional-Independientes | Ind-RN  | 894   | 15,52 | Concejal  |
| Javier Cifuentes González | Chile Digno, Verde y Soberano                  | PC      | 574   | 9,96  | Concejal  |
| César Rojas Flores        | Unidos por la Dignidad                         | Ind.    | 518   | 8,99  | Concejal  |
| René Olivares Cortés      | Chile Vamos UDI-Independientes                 | UDI     | 456   | 7,92  | Concejal  |
| Constanza Rojas López     | Unidad por el Apruebo PS, PPD e Independientes | PS      | 358   | 6,21  | Concejal  |
| Ana Jeraldo Ramos         | Chile Vamos Renovación Nacional-Independientes | RN      | 103   | 1,79  | Concejal  |

### Coquimbo

#### Alcalde
| Alcalde actual                        | Marcelo Pereira Peralta (PDC) | Marcelo Pereira Peralta (PDC) | Marcelo Pereira Peralta (PDC) | Marcelo Pereira Peralta (PDC) | Marcelo Pereira Peralta (PDC) |
| Candidato                             | Pacto                         | Partido                       | Votos                         | %                             | Resultado                     |
| ------------------------------------- | ----------------------------- | ----------------------------- | ----------------------------- | ----------------------------- | ----------------------------- |
| Alí Manouchehri Moghadam Kasham Lobos | Independiente                 | Ind.                          | 20 973                        | 33,08                         | Electo                        |
| Fernando Viveros Reyes                | Chile Digno, Verde y Soberano | PC                            | 12 122                        | 19,12                         |                               |
| Ricardo Ledezma Jiménez               | Independiente                 | Ind.                          | 10 207                        | 16,10                         |                               |
| Marcelo Pereira Peralta               | Unidos por la Dignidad        | PDC                           | 8.067                         | 12,73                         |                               |
| Pedro Castillo Castillo               | Chile Vamos                   | UDI                           | 6750                          | 10,65                         |                               |
| Moira Navea Díaz                      | Independiente                 | Ind.                          | 5275                          | 8,32                          |                               |

#### Concejales
| Candidato                    | Pacto                                          | Partido | Votos | %     | Resultado |
| ---------------------------- | ---------------------------------------------- | ------- | ----- | ----- | --------- |
| Pablo Galleguillos Castillo  | Independiente                                  | Ind.    | 8984  | 15,10 | Concejal  |
| Sonia Elgueda Rojas          | Chile Digno, Verde y Soberano                  | PC      | 3491  | 5,87  | Concejal  |
| Camilo Ruiz Valladares       | Chile Digno, Verde y Soberano                  | PC      | 3288  | 5,53  | Concejal  |
| Guido Hernández Trujillo     | Chile Vamos Renovación Nacional-Independientes | RN      | 2666  | 4,48  | Concejal  |
| Mario Burle Delva            | Chile Vamos UDI-Independientes                 | UDI     | 2037  | 3,42  | Concejal  |
| Abraham Schnaiderman Volosky | Radicales e Independientes                     | PR      | 1794  | 3,02  | Concejal  |
| Felipe Velásquez Navea       | Unidos por la Dignidad                         | Ind.    | 1536  | 2,58  | Concejal  |
| Freddy Bonilla Rojo          | Unidad por el Apruebo PS, PPD e Independientes | PS      | 1091  | 1,83  | Concejal  |
| Nelson Martínez Otazo        | Chile Digno, Verde y Soberano                  | PC      | 936   | 1,57  | Concejal  |
| Ignacio Plaza Ramírez        | Frente Amplio                                  | CS      | 839   | 1,41  | Concejal  |

### La Higuera

#### Alcalde
| Alcalde actual              | Yerko Galleguillos Ossandón (UDI) | Yerko Galleguillos Ossandón (UDI) | Yerko Galleguillos Ossandón (UDI) | Yerko Galleguillos Ossandón (UDI) | Yerko Galleguillos Ossandón (UDI) |
| Candidato                   | Pacto                             | Partido                           | Votos                             | %                                 | Resultado                         |
| --------------------------- | --------------------------------- | --------------------------------- | --------------------------------- | --------------------------------- | --------------------------------- |
| Yerko Galleguillos Ossandón | Chile Vamos                       | UDI                               | 1.395                             | 56,07                             | Electo                            |
| Uberlinda Aquea Barraza     | Unidad por el Apruebo             | PS                                | 1.093                             | 43,93                             |                                   |

#### Concejales
| Candidato                | Pacto                                          | Partido | Votos | %     | Resultado |
| ------------------------ | ---------------------------------------------- | ------- | ----- | ----- | --------- |
| Marcelo Godoy Roco       | Chile Vamos UDI-Independientes                 | UDI     | 304   | 12,49 | Concejal  |
| Urbano Morales González  | Chile Digno, Verde y Soberano                  | PC      | 297   | 12,20 | Concejal  |
| Jorge González Alarcón   | Unidad por el Apruebo PS, PPD e Independientes | Ind-PS  | 186   | 7,64  | Concejal  |
| Óscar Aviléz Stuardo     | Unidos por la Dignidad                         | PDC     | 177   | 7,27  | Concejal  |
| Beatriz Hernández Azócar | Chile Vamos UDI-Independientes                 | UDI     | 159   | 6,53  | Concejal  |
| Roquer González Rojas    | Chile Vamos UDI-Independientes                 | UDI     | 146   | 6,00  | Concejal  |

### La Serena

#### Alcalde
| Alcalde actual             | Roberto Jacob Juré (PR) | Roberto Jacob Juré (PR) | Roberto Jacob Juré (PR) | Roberto Jacob Juré (PR) | Roberto Jacob Juré (PR) |
| Candidato                  | Pacto                   | Partido                 | Votos                   | %                       | Resultado               |
| -------------------------- | ----------------------- | ----------------------- | ----------------------- | ----------------------- | ----------------------- |
| Roberto Jacob Juré         | Unidad por el Apruebo   | PR                      | 23 721                  | 34,43                   | Electo                  |
| Víctor Castañeda Vargas    | Chile Vamos             | Ind.                    | 15 213                  | 22,08                   |                         |
| Juan Carlos Thenoux Ciudad | Independiente           | Ind.                    | 12 050                  | 17,49                   |                         |
| Álex Garrido Tapia         | Frente Amplio           | Com.                    | 11 767                  | 17,08                   |                         |
| Claudio Piña Novoa         | Independiente           | Ind.                    | 6149                    | 8,92                    |                         |

#### Concejal
| Candidato                       | Pacto                                          | Partido | Votos | %    | Resultado |
| ------------------------------- | ---------------------------------------------- | ------- | ----- | ---- | --------- |
| Daniela Norambuena Borgheresi   | Chile Vamos Renovación Nacional-Independientes | RN      | 5198  | 7,81 | Concejal  |
| Daniel Palominos Ramos          | Chile Digno, Verde y Soberano                  | Ind-PC  | 4448  | 6,68 | Concejal  |
| Pamela Caimanque Espejo         | Chile Digno, Verde y Soberano                  | FRVS    | 3648  | 5,48 | Concejal  |
| Rayén Pojomovsky Aliste         | Chile Digno, Verde y Soberano                  | PC      | 3171  | 4,76 | Concejal  |
| Félix Velasco Ladrón de Guevara | Unidos por la Dignidad                         | PDC     | 2687  | 4,04 | Concejal  |
| Camilo Araya Plaza              | Unidos por la Dignidad                         | Ind.    | 2511  | 3,77 | Concejal  |
| Luis Aguilera González          | Chile Digno, Verde y Soberano                  | PC      | 2164  | 3,25 | Concejal  |
| Daniela Molina Barrera          | Frente Amplio                                  | RD      | 2078  | 3,12 | Concejal  |
| Cristián Marín Pastén           | Radicales e Independientes                     | PR      | 2000  | 3,00 | Concejal  |
| Carmen Zamora Jopia             | Unidad por el Apruebo PS, PPD e Independientes | PS      | 1780  | 2,67 | Concejal  |

### Paihuano

#### Alcalde
| Alcalde actual         | Hernán Ahumada Ahumada (RN) | Hernán Ahumada Ahumada (RN) | Hernán Ahumada Ahumada (RN) | Hernán Ahumada Ahumada (RN) | Hernán Ahumada Ahumada (RN) |
| Candidato              | Pacto                       | Partido                     | Votos                       | %                           | Resultado                   |
| ---------------------- | --------------------------- | --------------------------- | --------------------------- | --------------------------- | --------------------------- |
| Hernán Ahumada Ahumada | Chile Vamos                 | RN                          | 1663                        | 50,78                       | Electo                      |
| Lorenzo Torres Medina  | Unidad por el Apruebo       | Ind.                        | 956                         | 29,19                       |                             |
| Mario Rojas Rojas      | Independiente               | Ind.                        | 656                         | 20,03                       |                             |

#### Concejales
| Candidato               | Pacto                                          | Partido | Votos | %     | Resultado |
| ----------------------- | ---------------------------------------------- | ------- | ----- | ----- | --------- |
| Julio Rodríguez Álvarez | Chile Vamos Renovación Nacional-Independientes | RN      | 424   | 13,44 | Concejal  |
| Orlando Chelme Aliaga   | Unidad por el Apruebo PS, PPD e Independientes | PPD     | 396   | 12,56 | Concejal  |
| José Cortés Portilla    | Unidad por el Apruebo PS, PPD e Independientes | PS      | 312   | 9,89  | Concejal  |
| María Ahumada Varela    | Chile Vamos Renovación Nacional-Independientes | RN      | 301   | 9,54  | Concejal  |
| Luis Jiménez Jiménez    | Chile Vamos Renovación Nacional-Independientes | RN      | 273   | 8,66  | Concejal  |
| Luis Torres Pastén      | Unidos por la Dignidad                         | PDC     | 265   | 8,40  | Concejal  |

### Vicuña

#### Alcalde
| Alcalde actual          | Rafael Vera Castillo (PDC) | Rafael Vera Castillo (PDC) | Rafael Vera Castillo (PDC) | Rafael Vera Castillo (PDC) | Rafael Vera Castillo (PDC) |
| Candidato               | Pacto                      | Partido                    | Votos                      | %                          | Resultado                  |
| ----------------------- | -------------------------- | -------------------------- | -------------------------- | -------------------------- | -------------------------- |
| Rafael Vera Castillo    | Unidos por la Dignidad     | PDC                        | 5303                       | 44,97                      | Electo                     |
| Mario Aros Carvajal     | Chile Vamos                | Ind.                       | 4654                       | 39,47                      |                            |
| Eugenia Cifuentes Lillo | Independiente              | Ind.                       | 1834                       | 15,55                      |                            |

#### Concejales
| Candidato                | Pacto                                          | Partido | Votos | %     | Resultado |
| ------------------------ | ---------------------------------------------- | ------- | ----- | ----- | --------- |
| Kether Gómez Pastén      | Unidad por el Apruebo PS, PPD e Independientes | Ind-PS  | 1677  | 14,76 | Concejal  |
| Rodrigo Alcayaga Rojas   | Radicales e Independientes                     | PR      | 879   | 7,74  | Concejal  |
| Cristián Pinto Torres    | Chile Vamos Renovación Nacional-Independientes | RN      | 850   | 7,48  | Concejal  |
| Miriam Rojas Cabello     | Unidos por la Dignidad                         | PDC     | 687   | 6,05  | Concejal  |
| Caroll Alcayaga Callejas | Unidad por el Apruebo PS, PPD e Independientes | Ind-PS  | 506   | 4,45  | Concejal  |
| Irene Ramos Romo         | Chile Vamos UDI-Independientes                 | UDI     | 391   | 3,44  | Concejal  |

## Provincia de Limarí

### Combarbalá

#### Alcalde
| Alcalde actual                | Pedro Castillo Díaz (PDC)     | Pedro Castillo Díaz (PDC) | Pedro Castillo Díaz (PDC) | Pedro Castillo Díaz (PDC) | Pedro Castillo Díaz (PDC) |
| Candidato                     | Pacto                         | Partido                   | Votos                     | %                         | Resultado                 |
| ----------------------------- | ----------------------------- | ------------------------- | ------------------------- | ------------------------- | ------------------------- |
| Pedro Castillo Díaz           | Unidos por la Dignidad        | PDC                       | 2484                      | 45,36                     | Electo                    |
| Renán Ugalde Meza             | Independiente                 | Ind.                      | 1476                      | 26,95                     |                           |
| Katherine Galleguillos Zepeda | Frente Amplio                 | Ind.                      | 667                       | 12,18                     |                           |
| Sergio Araya Ramírez          | Chile Digno, Verde y Soberano | PC                        | 478                       | 8,73                      |                           |
| Egidio Ugalde Gómez           | Independiente                 | Ind.                      | 371                       | 6,78                      |                           |

#### Concejales
| Candidato               | Pacto                                          | Partido | Votos | %    | Resultado |
| ----------------------- | ---------------------------------------------- | ------- | ----- | ---- | --------- |
| Roberto Rojas Rojas     | Unidos por la Dignidad                         | Ind.    | 414   | 7,83 | Concejal  |
| Claudio Díaz Aguilera   | Chile Vamos Renovación Nacional-Independientes | RN      | 297   | 5,62 | Concejal  |
| Juan Castillo Castillo  | Unidad por el Apruebo PS, PPD e Independientes | PPD     | 293   | 5,55 | Concejal  |
| Sergio Gallardo Zepeda  | Chile Vamos UDI-Independientes                 | UDI     | 273   | 5,17 | Concejal  |
| Edgardo Vega Tapia      | Unidos por la Dignidad                         | Ind.    | 240   | 4,54 | Concejal  |
| Ramón Calderón Torrejón | Chile Vamos PRI-Independientes                 | PRI     | 170   | 3,22 | Concejal  |

### Monte Patria

#### Alcalde
| Alcalde actual           | Camilo Ossandón Espinoza (PDC) | Camilo Ossandón Espinoza (PDC) | Camilo Ossandón Espinoza (PDC) | Camilo Ossandón Espinoza (PDC) | Camilo Ossandón Espinoza (PDC) |
| Candidato                | Pacto                          | Partido                        | Votos                          | %                              | Resultado                      |
| ------------------------ | ------------------------------ | ------------------------------ | ------------------------------ | ------------------------------ | ------------------------------ |
| Cristián Herrera Peña    | Independiente                  | Ind.                           | 6530                           | 55,56                          | Electo                         |
| Camilo Ossandón Espinoza | Unidos por la Dignidad         | PDC                            | 3912                           | 33,29                          |                                |
| Darío Molina Sanhueza    | Chile Vamos                    | Ind.                           | 689                            | 5,86                           |                                |
| Hernán Bórquez Castillo  | Chile Digno, Verde y Soberano  | PC                             | 622                            | 5,29                           |                                |

#### Concejales
| Candidato                 | Pacto                                          | Partido | Votos | %     | Resultado |
| ------------------------- | ---------------------------------------------- | ------- | ----- | ----- | --------- |
| Nicolás Araya Astudillo   | Chile Vamos UDI-Independientes                 | UDI     | 1203  | 10,59 | Concejal  |
| Brajean Castillo Cortés   | Chile Digno, Verde y Soberano                  | PC      | 1009  | 8,88  | Concejal  |
| María Galleguillos Ogalde | Unidos por la Dignidad                         | PDC     | 918   | 8,08  | Concejal  |
| Mery Mora Araya           | Radicales e Independientes                     | Ind-PR  | 740   | 6,51  | Concejal  |
| Carlos Castillo Cortés    | Unidad por el Apruebo PS, PPD e Independientes | Ind-PS  | 528   | 4,65  | Concejal  |
| Ana Rojas Bruna           | Unidos por la Dignidad                         | PDC     | 480   | 4,23  | Concejal  |

### Ovalle

#### Alcalde
| Alcalde actual               | Claudio Rentería Larrondo (Ind.) | Claudio Rentería Larrondo (Ind.) | Claudio Rentería Larrondo (Ind.) | Claudio Rentería Larrondo (Ind.) | Claudio Rentería Larrondo (Ind.) |
| Candidato                    | Pacto                            | Partido                          | Votos                            | %                                | Resultado                        |
| ---------------------------- | -------------------------------- | -------------------------------- | -------------------------------- | -------------------------------- | -------------------------------- |
| Claudio Rentería Larrondo    | Independiente                    | Ind.                             | 13 601                           | 42,36                            | Electo                           |
| Wladimir Pleticosic Orellana | Unidos por la Dignidad           | PDC                              | 8497                             | 26,47                            |                                  |
| Mario Barrios Rojas          | Frente Amplio                    | Ind.                             | 2892                             | 9,01                             |                                  |
| Héctor Maluenda Cañete       | Independiente                    | Ind.                             | 2023                             | 6,30                             |                                  |
| Miguel Solís Viera           | Chile Digno, Verde y Soberano    | PCCh                             | 2005                             | 6,25                             |                                  |
| Jeannette Medina Araya       | Independiente                    | Ind.                             | 1567                             | 4,88                             |                                  |
| Rodrigo Gálvez Pérez         | Dignidad Ahora!                  | PH                               | 1520                             | 4,73                             |                                  |

#### Concejales
| Candidato                 | Pacto                                          | Partido | Votos | %    | Resultado |
| ------------------------- | ---------------------------------------------- | ------- | ----- | ---- | --------- |
| Blas Araya Rivera         | Chile Vamos UDI-Independientes                 | UDI     | 2058  | 6,69 | Concejal  |
| Jonathan Acuña Rojas      | Unidos por la Dignidad                         | PDC     | 1758  | 5,72 | Concejal  |
| Carlos Ramos García       | Unidad por el Apruebo PS, PPD e Independientes | PPD     | 1632  | 5,31 | Concejal  |
| Fanny Vega Araya          | Chile Digno, Verde y Soberano                  | PC      | 1419  | 4,61 | Concejal  |
| Gerald Castillo Castillo  | Radicales e Independientes                     | Ind-PR  | 1336  | 4,34 | Concejal  |
| Ricardo Rojas Vergara     | Chile Digno, Verde y Soberano                  | PC      | 1283  | 4,17 | Concejal  |
| Cristián Rojas Molina     | Unidos por la Dignidad                         | PDC     | 1117  | 3,63 | Concejal  |
| Nicolás Aguirre Astudillo | Chile Vamos Renovación Nacional-Independientes | RN      | 902   | 2,93 | Concejal  |

### Punitaqui

#### Alcalde
| Alcalde actual            | Carlos Araya Bugueño (Ind.) | Carlos Araya Bugueño (Ind.) | Carlos Araya Bugueño (Ind.) | Carlos Araya Bugueño (Ind.) | Carlos Araya Bugueño (Ind.) |
| Candidato                 | Pacto                       | Partido                     | Votos                       | %                           | Resultado                   |
| ------------------------- | --------------------------- | --------------------------- | --------------------------- | --------------------------- | --------------------------- |
| Carlos Araya Bugueño      | Independiente               | Ind.                        | 1079                        | 21,96                       | Electo                      |
| Marta Carvajal Cortés     | Independiente               | Ind.                        | 1042                        | 21,21                       |                             |
| Cedelinda Valdivia Moreno | Independiente               | Ind.                        | 900                         | 18,32                       |                             |
| Pedro Araya Zepeda        | Independiente               | Ind.                        | 789                         | 16,06                       |                             |
| Pedro Valdivia Ramírez    | Independiente               | Ind.                        | 421                         | 8,57                        |                             |
| Hermes Díaz Rivera        | Chile Vamos                 | Evópoli                     | 370                         | 7,53                        |                             |
| Hugo Bolados Tapia        | Frente Amplio               | CS                          | 312                         | 6,35                        |                             |

#### Concejales
| Candidato                  | Pacto                                          | Partido | Votos | %    | Resultado |
| -------------------------- | ---------------------------------------------- | ------- | ----- | ---- | --------- |
| Adrián Valdivia Segovia    | Unidad por el Apruebo PS, PPD e Independientes | PPD     | 389   | 8,19 | Concejal  |
| Camila Rojas Honores       | Frente Amplio                                  | CS      | 362   | 7,63 | Concejal  |
| Conztanza Fuentealba Araya | Unidos por la Dignidad                         | Ind.    | 255   | 5,37 | Concejal  |
| Patricio Cortés Tello      | Chile Vamos UDI-Independientes                 | Ind-UDI | 198   | 4,17 | Concejal  |
| Herminia Campusano Araya   | Chile Vamos Renovación Nacional-Independientes | RN      | 191   | 4,02 | Concejal  |
| Mario Ortiz Cabezas        | Chile Vamos Evópoli-Independientes             | EVO     | 186   | 3,92 | Concejal  |

### Río Hurtado

#### Alcalde
| Alcalde actual               | Gary Valenzuela Rojas (RN) | Gary Valenzuela Rojas (RN) | Gary Valenzuela Rojas (RN) | Gary Valenzuela Rojas (RN) | Gary Valenzuela Rojas (RN) |
| Candidato                    | Pacto                      | Partido                    | Votos                      | %                          | Resultado                  |
| ---------------------------- | -------------------------- | -------------------------- | -------------------------- | -------------------------- | -------------------------- |
| Carmen Olivares de la Rivera | Independiente              | Ind.                       | 1147                       | 45,83                      | Electa                     |
| Edgard Anjel Véliz           | Independiente              | Ind.                       | 507                        | 20,26                      |                            |
| Solano de la Rivera Cortés   | Chile Vamos                | UDI                        | 472                        | 18,86                      |                            |
| Rosa Urqueta Gahona          | Unidos por la Dignidad     | PDC                        | 377                        | 15,06                      |                            |

#### Concejales
| Candidato                | Pacto                                          | Partido | Votos | %     | Resultado |
| ------------------------ | ---------------------------------------------- | ------- | ----- | ----- | --------- |
| Jaime Flores Honores     | Unidos por la Dignidad                         | PDC     | 473   | 19,72 | Concejal  |
| Juan Perines Huenchullan | Unidos por la Dignidad                         | PDC     | 269   | 11,24 | Concejal  |
| Diego Milla Yáñez        | Unidad por el Apruebo PS, PPD e Independientes | Ind-PPD | 179   | 7,48  | Concejal  |
| Luis Vega González       | Chile Vamos UDI-Independientes                 | UDI     | 176   | 7,35  | Concejal  |
| Rodrigo Hernández Muñoz  | Chile Vamos Renovación Nacional-Independientes | RN      | 156   | 6,52  | Concejal  |
| Fernando Pastén Pasten   | Unidos por la Dignidad                         | Ind.    | 122   | 5,10  | Concejal  |